# 鹿乡镇
鹿乡镇，是中华人民共和国吉林省长春市双阳区下辖的一个乡镇级行政单位。

## 行政区划
鹿乡镇下辖以下地区：
镇区村、刘家村、王西村、鹿乡村、崔家村、蔡家村、育民村、信家村、石灰村、丁家村、方家村、石溪村、尖山村、红土村、黑顶村、黄家村、常家村和杏树村。